# Nagybarca
Nagybarca es un pueblo húngaro perteneciente al distrito de Kazincbarcika, condado de Borsod-Abaúj-Zemplén.

## Superficie
Cuenta con una superficie de 14,39 km².

## Demografía
Hasta 2024 la población era de 865 habitantes, con una densidad de población de 60,11 hab/km².
| Gráfica de evolución demográfica de Nagybarca entre 2020 y 2024 |
|                                                                 |
| Datos según la Oficina Central de Estadística de Hungría.       |